# Estádio de Cocaeli
O Estádio de Cocaeli (em turco, Kocaeli Stadyumu) é um estádio de futebol localizado na cidade de İzmit, na Turquia, inaugurado em 8 de outubro de 2017, com capacidade máxima de 34 712 espectadores. Atualmente, é a casa onde o Kocaelispor, tradicional clube da cidade, manda seus jogos oficiais por competições nacionais.

## Histórico
O estádio faz parte de um projeto de construção e modernização de praças esportivas levado a cabo pelos Ministérios da Habitação e dos Esportes da Turquia, visando tornar o  país atraente para receber eventos esportivos de nível continental e mundial. Por se tratar de uma importante cidade do noroeste da Turquia, Izmit, capital da província de Cocaeli, deveria ter um novo estádio geograficamente distante de sua região central. Mas, ao contrário de outras cidades, o novo local é, na realidade, mais próximo do centro da cidade: foi selecionado um terreno de encosta anteriormente usado como um pequeno estádio de atletismo, onde originalmente consistia em uma pedreira.
O projeto original foi desenvolvido em 2013 pela equipe de arquitetos liderada pelo renomado arquiteto turco Alper Aksoy e já no verão desse mesmo ano os trabalhos da nova obra tiveram início. Muita terra teve que ser removida porque decidiu-se aproveitar a encosta do estádio para incluir um estacionamento no subsolo do estádio. Inicialmente previsto para ser concluído em 2016, o cronograma de entrega precisou ser alterado por conta de atrasos na conclusão de etapas da obra, além do aumento no custo dos materiais empregados em sua construção. Por fim, o estádio foi oficialmente inaugurado em 1 de setembro de 2018 com uma partida disputada entre o Kocaelispor e o Fatsa Belediyespor, que terminou com a vitória do clube mandante por 2–0, em confronto válido pela Terceira Divisão Turca.

## Infraestrutura
A inspiração dos arquitetos na projeção original do estádio adveio de uma iguaria da culinária conhecida em toda a região dos Balcãs como pişmaniye. Trata-se um rolo de algodão doce em forma de bola, feito de manteiga e açúcar cristal. Além disso, a fachada branca apresenta detalhes em verde e preto que remetem às cores do Kocaelispor. Inicialmente, eles deveriam envolver o estádio diagonalmente, mas durante a otimização do projeto, ele foi alterado para um layout horizontal menos dinâmico. Parte das faixas verdes escuras é envidraçada, o que permite que a luz solar adentre e ilumine os corredores do estádio.
O layout dos assentos é convencional, dividido em dois setores, estando o primeiro a apenas 7,5 metros do gramado, aproximando os torcedores dos jogadores e das comissões técnicas dos clubes que disputam partidas no local. Por sua vez, o setor superior é muito mais íngreme, com inclinação de 30 graus. A forma simétrica é robusta em tamanho, com arquibancadas atingindo altura de 22,5 metros. O eixo transversal é de 200 metros e o eixo longitudinal é de 238 metros.
Embora não seja exigido pelas necessidades locais de curto ou médio prazo, o estádio está totalmente equipado para receber eventos internacionais com mais de 500 lugares nas cabines de imprensa, mais de 6.000 lugares para executivos e 48 camarotes nas arquibancadas oeste e leste. Curiosamente, há dois saguões públicos atrás das arquibancadas, em vez de um.
Portanto, não é de se admirar que a área total do estádio seja grande, 43.000 m². No total, a construção está dividida em 7 pisos, dos quais os dois primeiros compreende o estacionamento coberto com capacidade para abrigar até 646 vagas para veículos, além de outras 570 vagas no estacionamento aberto. Na área externa do estádio, 512 árvores foram plantadas em suas imediações.